# Pachydactylus sansteynae
Pachydactylus sansteynae là một loài thằn lằn trong họ Gekkonidae. Loài này được Steyn & Mitchell mô tả khoa học đầu tiên năm 1967.